# 市川雅彦
市川 雅彦（いちかわ まさひこ、1985年9月17日 - ）は、東京都出身の元プロサッカー選手。ポジションはフォワード。

## 来歴
幼稚園のサッカークラブ（こみねFC）でサッカーを始める。李忠成はこの時のチームメイトであり幼馴染である。東村山市立化成小学校卒業後、東村山市立東村山第四中学校から成立学園高校を経て法政大学に入学。大学時代には1年生と4年生の2回、関東大学サッカーリーグのベストイレブンに選出された。また、4年生ではベストヒーローとのダブル受賞を果たした。
2008年、大学の同期生である土岐田洸平とともに大宮アルディージャに入団。10月18日の東京ヴェルディ戦でリーグ初出場を果たした。
2011年に東京ヴェルディへ期限付き移籍するも、1年で大宮に復帰。2012年限りで大宮を退団。2013年初めにタイのアユタヤFCに練習参加するも、契約に至らず、現役を引退し、本田圭佑プロデュースのサッカースクール「SOLTILO FAMILIA SOCCER SCHOOL」 のコーチに就任した。

## 所属クラブ
- 2001年 - 2003年  成立学園高校
- 2004年 - 2007年  法政大学
- 2008年 - 2012年  大宮アルディージャ
  - 2011年  東京ヴェルディ (期限付き移籍)

## 個人成績
| 国内大会個人成績 | 国内大会個人成績 | 国内大会個人成績 | 国内大会個人成績 | 国内大会個人成績 | 国内大会個人成績 | 国内大会個人成績 | 国内大会個人成績 | 国内大会個人成績 | 国内大会個人成績 | 国内大会個人成績 | 国内大会個人成績 |
| 年度             | クラブ           | 背番号           | リーグ           | リーグ戦         | リーグ戦         | リーグ杯         | リーグ杯         | オープン杯       | オープン杯       | 期間通算         | 期間通算         |
| 年度             | クラブ           | 背番号           | リーグ           | 出場             | 得点             | 出場             | 得点             | 出場             | 得点             | 出場             | 得点             |
| 日本             | 日本             | 日本             | 日本             | リーグ戦         | リーグ戦         | リーグ杯         | リーグ杯         | 天皇杯           | 天皇杯           | 期間通算         | 期間通算         |
| ---------------- | ---------------- | ---------------- | ---------------- | ---------------- | ---------------- | ---------------- | ---------------- | ---------------- | ---------------- | ---------------- | ---------------- |
| 2008             | 大宮             | 27               | J1               | 1                | 0                | 2                | 0                | 0                | 0                | 3                | 0                |
| 2009             | 大宮             | 27               | J1               | 9                | 1                | 2                | 0                | 2                | 2                | 13               | 3                |
| 2010             | 大宮             | 19               | J1               | 23               | 0                | 6                | 0                | 1                | 0                | 30               | 0                |
| 2011             | 東京V            | 27               | J2               | 7                | 1                | -                | -                | 0                | 0                | 7                | 1                |
| 2012             | 大宮             | 27               | J1               | 1                | 0                | 2                | 0                | 0                | 0                | 3                | 0                |
| 通算             | 日本             | 日本             | J1               | 34               | 1                | 12               | 0                | 3                | 2                | 49               | 3                |
| 通算             | 日本             | 日本             | J2               | 7                | 1                | -                | -                | 0                | 0                | 7                | 1                |
| 総通算           | 総通算           | 総通算           | 総通算           | 41               | 2                | 12               | 0                | 3                | 2                | 56               | 4                |

- Jリーグ初出場 - 2008年10月18日 J1 第29節 対東京ヴェルディ戦 (味の素スタジアム)
- Jリーグ初得点 - 2009年3月15日 J1 第2節 対サンフレッチェ広島戦 (広島ビッグアーチ)